# Hippolyte Aucouturier
Hippolyte Aucouturier (La Celle, 17 oktober 1876 - Parijs, 22 april 1944), bijgenaamd de Verschrikkelijke, was een Franse wielrenner.
Aucouturier gold als een van de kanshebbers in de eerste edities van de Tour de France. In de eerste Tour (1903) bereikte hij wegens maagklachten de finish van de eerste etappe niet, maar omdat het toen nog mogelijk was om in volgende etappes gewoon weer te starten, won hij daarna de tweede en derde etappe. Daarna moest hij definitief opgeven.
In de Tour van 1904 won Aucouturier vier van de zes etappes. Aangezien hij in de eerste etappe door pech achterop was geraakt, kon hij de Tour echter niet winnen. Hij eindigde op de vierde plaats, maar werd evenals de nummers 1 tot 3 wegens onregelmatigheden gediskwalificeerd, zodat de nummer 5, de jonge Henri Cornet, tot winnaar werd uitgeroepen. Ook Aucouturiers etappeoverwinningen werden hem wegens de diskwalificatie afgenomen.
In 1905 deed Aucouturier opnieuw mee. De wedstrijd werd dit keer op punten beslist. Aucouturier reed goed op de heuvels, maar was minder sterk op het vlakke, en moest de overwinning aan Louis Trousselier laten. Wel werd Aucouturier tweede in de eindrangschikking en won hij nog eens drie etappes. Ook in 1906 en 1908 deed hij mee, maar zonder aansprekende resultaten.
In 1903 en 1904 won Aucouturier Parijs-Roubaix.

## Belangrijke overwinningen
1901
- Brussel-Roubaix

1903
- Parijs-Roubaix
- Bordeaux-Parijs
- 2e etappe Ronde van Frankrijk
- 3e etappe Ronde van Frankrijk

1904
- Parijs-Roubaix

1905
- Bordeaux-Parijs
- 2e etappe Ronde van Frankrijk
- 4e etappe Ronde van Frankrijk
- 8e etappe Ronde van Frankrijk

## Resultaten in voornaamste wedstrijden
| Jaar | Ronde van Italië | Ronde van Frankrijk | Ronde van Spanje |
| ---- | ---------------- | ------------------- | ---------------- |
| 1900 |                  |                     |                  |
| 1901 |                  |                     |                  |
| 1902 |                  |                     |                  |
| 1903 |                  | opgave (2)          |                  |
| 1904 |                  | opgave              |                  |
| 1905 |                  | ↑ (3)               |                  |
| 1906 |                  | opgave              |                  |
| 1908 |                  | opgave              |                  |

| Jaar | Parijs-Roubaix | Bordeaux-Parijs |
| ---- | -------------- | --------------- |
| 1900 | 8e             | 5e              |
| 1901 |                | ↑               |
| 1902 |                |                 |
| 1903 | ↑              | ↑               |
| 1904 | ↑              |                 |
| 1905 | 4e             | ↑               |
| 1906 | 6e             | 5e              |
| 1908 |                |                 |